# „Zigeunerjuden“-Urteil
Unter dem Namen „Zigeunerjuden“-Urteil ist eine Entscheidung des Landgerichts Kempten bekannt geworden, das den ehemaligen Kreis-Vorsitzenden der Partei Die Republikaner (REP) im Landkreis Oberallgäu, Hermann Joseph Reichertz, am 27. August 2001 in zweiter Instanz vom Vorwurf der Beleidigung freigesprochen hatte.

## Sachverhalt
Reichertz hatte Michel Friedman, den damaligen Vizepräsidenten des Zentralrates der Juden in Deutschland, in einer Presseerklärung als „Zigeunerjuden“ bezeichnet.
Das Landgericht wertete die Äußerung des Angeklagten als eine zwar zu missbilligende, jedoch „zulässige Meinungsäußerung“ beziehungsweise als „Werturteil“.

## Reaktionen
Der Freispruch stieß sowohl in Teilen der deutschen Öffentlichkeit als auch parteiübergreifend auf Kritik. Das Gericht hatte Michel Friedman in der Urteilsbegründung indirekt für Reichertz’ Äußerung mitverantwortlich gemacht, indem es diese als eine adäquate Reaktion Reichertz’ auf Friedmans vorausgegangenes (politisches) Engagement gegen die REP wertete.
Das Bayerische Oberste Landesgericht (BayObLG) hob das umstrittene Urteil am 15. Februar 2002 (1 St RR 173/01) auf, nachdem die Staatsanwaltschaft gegen das Urteil Revision eingelegt hatte. Nach einer Neuverhandlung am Landgericht Kempten wurde Hermann Joseph Reichertz im Juni 2002 zu einer Geldstrafe verurteilt. Das Gericht sah in der Wortwahl Reichertz’ gegenüber Michel Friedman u. a. eine „ehrverletztende [sic] Äußerung, die durch die grundrechtlich garantierte Meinungsfreiheit nicht mehr gedeckt ist.“